# Castelplanio

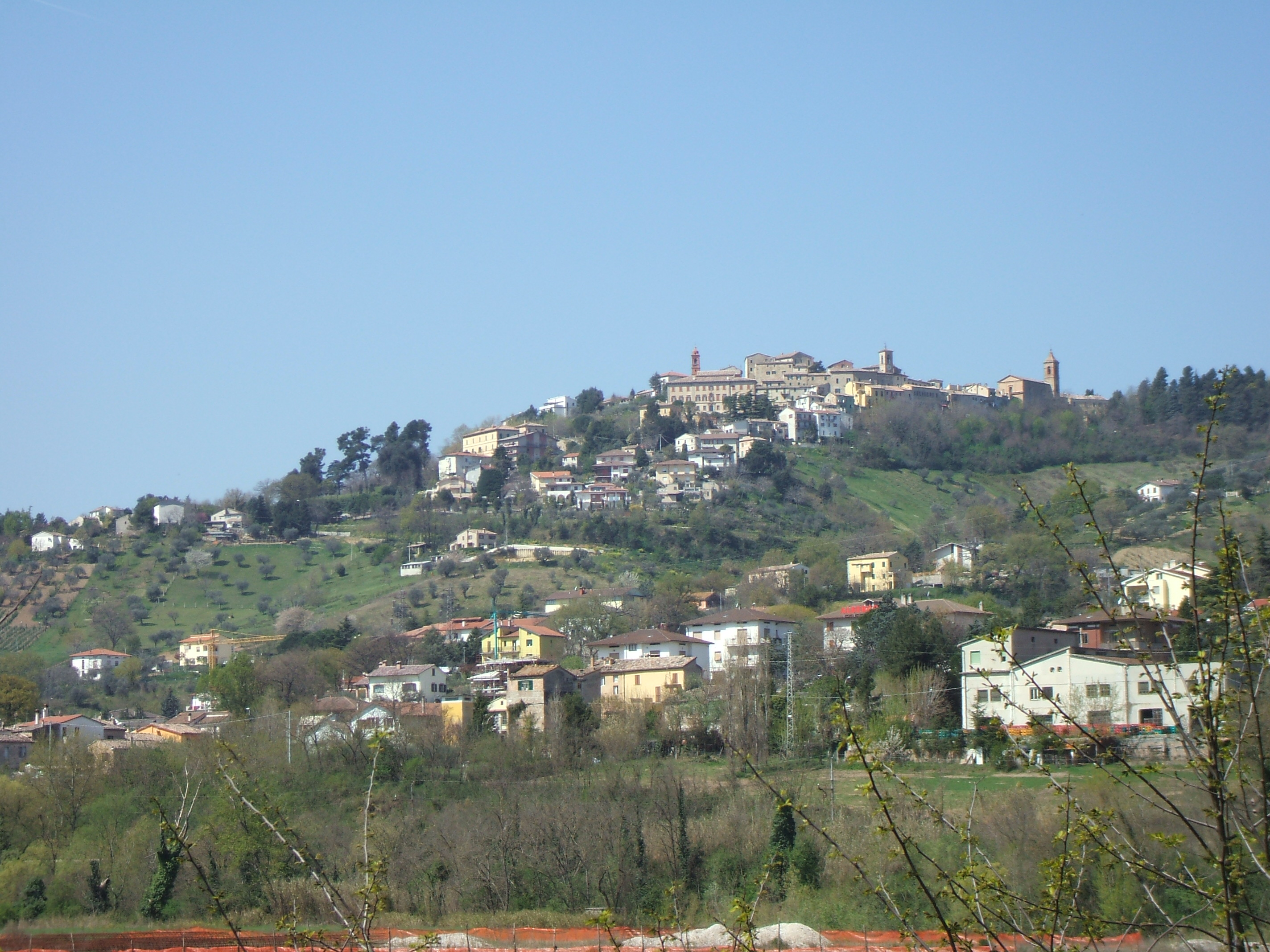
Vista của Castelplanio.

Castelplanio là một đô thị ở tỉnh Ancona trong vùng Marche, nằm cách 35 km về phía tây nam của Ancona. Tại thời điểm ngày 31 tháng 12 năm 2004, đô thị này có dân số 3.303 và diện tích là 15,1 km².
Đô thị Castelplanio có các frazioni (các đơn vị trực thuộc) Macine, Pozzetto, Borgo Loreto and Piagge.
Castelplanio giáp các đô thị sau: Belvedere Ostrense, Maiolati Spontini, Poggio San Marcello, Rosora.